# José Serra Gil
José Serra Gil (* Amposta, 23 de diciembre de 1923 - 12 de junio de 2002).
En 1940, cuando Sierra tenía 16 años, se inauguró el velódromo de Amposta, que estaba situado en las Quintanes de Panton, entre el campo de fútbol viejo y la avenida Santa Bárbara. El velódromo le permitió practicar de una manera más intensa su afición al ciclismo. Junto con Serra empezaron a hacer sus entrenamientos otros jóvenes "ampostins" que después se convertirían en ciclistas profesionales como Isidro Molar, Agustín Miró (Xurra), Limbos (Chambert) o Josep Dámaso (que llegó a ser Campeón de España tras moto).
Serra hizo la mili en Barcelona y, cuando tenía permiso, se desplazaba en Amposta para ver la familia con su bicicleta, haciendo el trayecto de ida y vuelta. Como soldado tenía el encargo de llevar diariamente el correo militar desde Barcelona hasta el cuartel de Berga. Este trayecto diario le servía de entrenamiento.
En 1946 corrió su primera carrera profesional en la Vuelta a Cataluña. El primer equipo donde corrió fue SC Barcelonès, después el Coñac Bartola, más tarde por el Club de Fútbol Español, el Ignis y el Faema.
Durante su carrera como profesional participó en las carreras más importantes de la época. Desde 1948 hasta 1954 corrió en la Vuelta a Cataluña, quedando en 1950 como segundo clasificado. En 1949 consiguió el Campeonato de España. En 1954 ganó dos etapas en la Vuelta a España y quedó finalmente como tercero. En 1957 fue campeón en la contrarreloj a nivel individual y por equipos.
A nivel internacional participó en tres ocasiones, la primera en 1949, en la Vuelta a Marruecos. En 1950 quedó quinto en la Vuelta a Portugal. A finales de los años 40 corrió por primera vez el Tour de Francia, haciendo cuatro ediciones más. En el Giro de Italia participó también cuatro años. También corrió en otras carreras como la Dauphiné Liberé, Vuelta a Castilla, Trofeo Masferrer, Bicicleta Eibarresa, Gran Premio Pascuas de Pamplona y Vuelta Ciclista a Tarragona entre otros.
En 1958 (en aquel momento pertenecía al equipo Faema), se retiró del ciclismo profesional, pero colaboró durante muchos años en la organización de la Vuelta a Cataluña, consiguiendo por dos veces que la carrera tuviera la salida y el llegada en Amposta. Serra también destacó como entrenador. En 1967 dirigió el equipo español B que participó en el Tour y al año siguiente fue director del equipo español que corrió en Marruecos.
Josep Serra murió a la edad de 78 años, el 12 de junio de 2002. Hombre de gran personalidad y profunda sensibilidad, durante su etapa profesional llevó el espíritu luchador y el nombre de Amposta toda España y de Europa. Con su entrega, esfuerzo y tenacidad fue ejemplo para muchos deportistas de Amposta.

## Palmarés
1947
- Campeonato de Barcelona

1948
- 1 etapa de la Volta a Tarragona

1949
- G.P. Pascuas
- Campeonato de España en Ruta
- GP de Cataluña
- 2.º en el Campeonato de España de Montaña
- Campeón de España por Regiones

1950
- 3.º de la Vuelta a España, más 2 etapas
- 1 etapa a la Volta a Cataluña
- Campeón de España por Regiones

1951
- 2 etapas de la Vuelta a Marruecos
- Campeón de España por Regiones

1952
- 2.º en la Clasificación General de la Vuelta a Castilla
- 3.º en el Campeonato de España de Montaña
- Campeón de España por Regiones

1953
- 1 etapa en la Volta a Cataluña
- Campeón de España por Regiones

1954
- Bicicleta Eibarresa
- 1 etapa en la Volta a Cataluña
- Campeón de España por Regiones

1955
- 3.º en el Campeonato de España en Ruta

### Resultados en la Vuelta a España
- 1948: 15.º de la clasificación general
- 1950: 3.º de la clasificación general, vencedor de 2 etapas
- 1955: 7.º de la clasificación general
- 1956: 9.º de la clasificación general
- 1957: 38.º de la clasificación general

### Resultados en el Tour de Francia
- 1949: Abandona en la 6.ª etapa
- 1951: Abandona en la 22.ª etapa
- 1952: 23.º de la clasificación general
- 1953: 14.º de la clasificación general
- 1954: 81.º de la clasificación general

### Resultados en el Giro de Italia
- 1955: 60.º de la clasificación general
- 1956: 26.º de la clasificación general
- 1957: 68.º de la clasificación general

## Equipos
- UD Sans-Alas Color (1948)
- Peugeot-Dunlop (1949)
- Académico (1950)
- Individual (1951-1952)
- Metropole-Hutchinson i Welter-Ursus (1953)
- Splendid-d'Alessandro (1954)
- Feru, Ignis y Splendid-d'Alessandro (1955)
- Girardengo-Icep y Faema-Guerra (1956)
- Faema-Granollers y Ignis-Doniselli (1957)
- Faema-Guerra (1958)